# Léon Moreaux
Léon Ernest Moreaux (ur. 10 marca 1852 w Féron, zm. 11 listopada 1921 w Rennes) – francuski strzelec, dwukrotny medalista olimpijski, pięciokrotny medalista Olimpiady Letniej 1906, multimedalista mistrzostw świata.
Moreaux wystąpił na dwóch igrzyskach olimpijskich (IO 1900, IO 1908), startując w 11 konkurencjach. Medale wywalczył jedynie w dwóch z nich na igrzyskach w Paryżu (srebro w strzelaniu pistoletu dowolnego z 50 m, a także brąz w karabinie dowolnym w trzech postawach z 300 m). Podczas Olimpiady Letniej 1906 zdobył dwa złota (pistolet pojedynkowy z 20 m i karabin wojskowy klęcząc lub stojąc z 200 metrów (Gras 1873-1874)), jedno srebro (pistolet dowolny z 25 m) i dwa brązowe medale (karabin dowolny z dowolnej postawy z 300 metrów i karabin dowolny w trzech postawach z 300 metrów drużynowo). W Londynie nie stał na podium.
Francuz jest 19-krotnym medalistą mistrzostw świata, jednak swoje jedyne złote medale zdobył na drugich mistrzostwach świata.
Był żołnierzem francuskiej artylerii, walczył podczas I wojny światowej. Oficer Legii Honorowej.

## Wyniki

### Igrzyska olimpijskie (z Olimpiadą Letnią 1906)
| Igrzyska    | Konkurencja                                                  | Wynik                                         | Miejsce | Źródło |
| ----------- | ------------------------------------------------------------ | --------------------------------------------- | ------- | ------ |
| Paryż 1900  | Karabin dowolny, trzy postawy, 300 m                         | 880 pkt. (325–286–269)                        | 11      | [ 9 ]  |
| Paryż 1900  | Karabin dowolny, trzy postawy, 300 m, drużynowo              | 4278 pkt. (druż.) 880 pkt. ind. (325–286–269) |         | [ 2 ]  |
| Paryż 1900  | Karabin dowolny leżąc, 300 m                                 | 325 pkt.                                      | 4       | [ 10 ] |
| Paryż 1900  | Karabin dowolny klęcząc, 300 m                               | 286 pkt.                                      | 17      | [ 11 ] |
| Paryż 1900  | Karabin dowolny stojąc, 300 m                                | 269 pkt.                                      | 17      | [ 12 ] |
| Paryż 1900  | Pistolet dowolny, 50 m                                       | 435 pkt.                                      | 7       | [ 13 ] |
| Paryż 1900  | Pistolet dowolny, 50 m, drużynowo                            | 2203 pkt. (druż.) 435 pkt. (ind.)             |         | [ 1 ]  |
| Paryż 1900  | Trap                                                         | 9 pkt.                                        | 15      | [ 14 ] |
| Ateny 1906  | Karabin dowolny, trzy postawy, 300 m, drużynowo              | 4511 pkt. (druż.) 932 pkt. ind. (322–317–293) |         | [ 3 ]  |
| Ateny 1906  | Karabin dowolny, dowolna postawa, 300 m                      | 234 pkt.                                      |         | [ 4 ]  |
| Ateny 1906  | Karabin wojskowy, klęcząc lub stojąc, 300 m                  | 231 pkt.                                      | 4       | [ 15 ] |
| Ateny 1906  | Karabin wojskowy, klęcząc lub stojąc, 200 m (Gras 1873-1874) | 187 pkt.                                      |         | [ 5 ]  |
| Ateny 1906  | Pistolet dowolny, 25 m                                       | 249 pkt.                                      |         | [ 6 ]  |
| Ateny 1906  | Pistolet dowolny, 50 m                                       | 184 pkt.                                      | 19      | [ 16 ] |
| Ateny 1906  | Pistolet pojedynkowy, 20 m                                   | 242 pkt.                                      |         | [ 7 ]  |
| Ateny 1906  | Pistolet pojedynkowy, 25 m                                   | 104 pkt.                                      | 6       | [ 17 ] |
| Ateny 1906  | Rewolwer wojskowy, 20 m                                      | 239 pkt.                                      | 5       | [ 18 ] |
| Ateny 1906  | Rewolwer wojskowy, 20 m (Gras 1873–1874)                     | 189 pkt.                                      | 16      | [ 19 ] |
| Londyn 1908 | Karabin dowolny, 1000 jardów                                 | 67 pkt.                                       | 39      | [ 20 ] |
| Londyn 1908 | Pistolet dowolny, 50 jardów                                  | 438 pkt.                                      | 17      | [ 21 ] |
| Londyn 1908 | Pistolet dowolny, 50 jardów, drużynowo                       | 1750 pkt. (druż.) 436 pkt. (ind.)             | 4       | [ 22 ] |

### Medale mistrzostw świata
Opracowano na podstawie materiałów źródłowych:
| Mistrzostwa     | Konkurencja                                     | Wynik                                         | Miejsce |
| --------------- | ----------------------------------------------- | --------------------------------------------- | ------- |
| Turyn 1898      | Karabin dowolny leżąc, 300 m                    | 322 pkt.                                      |         |
| Turyn 1898      | Karabin dowolny, trzy postawy, 300 m, drużynowo | 4447 pkt. (druż.) 932 pkt. ind. (322–318–292) |         |
| Turyn 1898      | Karabin dowolny, trzy postawy, 300 m            | 932 pkt. (322–318–292)                        |         |
| Turyn 1898      | Karabin dowolny stojąc, 300 m                   | 292 pkt.                                      |         |
| Turyn 1898      | Karabin dowolny klęcząc, 300 m                  | 318 pkt.                                      |         |
| Loosduinen 1899 | Karabin dowolny, trzy postawy, 300 m, drużynowo | 4404 pkt. (druż.)                             |         |
| Loosduinen 1899 | Karabin dowolny leżąc, 300 m                    | 325 pkt.                                      |         |
| Paryż 1900      | Pistolet dowolny, 50 m, drużynowo               | 2203 pkt. (druż.) 435 pkt. (ind.)             |         |
| Paryż 1900      | Karabin dowolny, trzy postawy, 300 m, drużynowo | 4278 pkt. (druż.) 880 pkt. (ind.)             |         |
| Rzym 1902       | Karabin dowolny, trzy postawy, 300 m, drużynowo | 4285 pkt. (druż.)                             |         |
| Rzym 1902       | Pistolet dowolny, 50 m, drużynowo               | 2131 pkt. (druż.)                             |         |
| Lyon 1904       | Karabin dowolny, trzy postawy, 300 m, drużynowo | 4422 pkt. (druż.)                             |         |
| Lyon 1904       | Pistolet dowolny, 50 m, drużynowo               | 2215 pkt. (druż.)                             |         |
| Bruksela 1905   | Pistolet dowolny, 50 m, drużynowo               | 2382 pkt. (druż.)                             |         |
| Mediolan 1906   | Pistolet dowolny, 50 m, drużynowo               | 2361 pkt. (druż.)                             |         |
| Zurych 1907     | Pistolet dowolny, 50 m, drużynowo               | 2367 pkt. (druż.)                             |         |
| Wiedeń 1908     | Pistolet dowolny, 50 m, drużynowo               | 2367 pkt. (druż.)                             |         |
| Hamburg 1909    | Pistolet dowolny, 50 m, drużynowo               | 2388 pkt. (druż.)                             |         |
| Rzym 1911       | Karabin wojskowy leżąc, 300 m                   | 242 pkt.                                      |         |